# نامیکی گوهی اول
نامیکی گوهی اول (ژاپنی: 並木五瓶初代؛ ۱۷۴۷ – ۱۸۰۸) نویسنده، نمایشنامه‌نویس، و بازیگر تئاتر در دوره ادو اهل اوساکا در ژاپن بود. او بیش از ۱۰۰ نمایشنامه نوشته‌است.